# Siège de Saragosse (778)
Pour les articles homonymes, voir Siège de Saragosse.
Le siège de Saragosse (778) fut une tentative infructueuse  de Charlemagne de s'emparer de la ville de Saragosse.

## Contexte
Abd al-Rahman ibn Habib al-Fihri se révolta contre l’émir Abd al-Rahman Ier mais fut vaincu.
Après avoir vaincu les Saxons, Charlemagne accepta l’offre de Sulayman ben Yaqzan ibn al-Arabi, et d’Abou Taur de Huesca qui lui offrirent leurs territoires en échange d’un soutien militaire dans une nouvelle révolte contre Abd al-Rahman Ier.
Ce coup d’État visait à déloger les omeyaddes et à restaurer le pouvoir du califat abbasside en Andalousie.

## Le siège
Deux armées franques se rencontrèrent à Saragosse en 778. La première composée de troupes neustriennes et la seconde, composée d’Autrichiens, de Lombards et de Bourguignons.
Hussein ibn Yahya al-Ansari n’était pas disposé à rendre Saragosse aux Francs et quand Charlemagne arriva devant la ville en 778, il refusa d’ouvrir les portes et prétendit qu’il n’avait personnellement rien promis. Saragosse ne se soumettant pas, elle fut assiégée mais Charlemagne dut quitter la péninsule ibérique pour contrôler une rébellion des Saxons. L’empereur prit en otage certains des alliés qui l’avaient mal informé, y compris Sulayman al-Arabi. Il laissa le tribut recueilli et les prisonniers sous la responsabilité de Roland, tandis que le gros de l’armée se précipitait vers le Rhin.

## Conséquences
Sulayman est finalement mort aux mains de Husayn ibn Yahya al-Ansari.
Charlemagne fit démolir les murs de Pampelune, ce qui irrita les Basques et provoqua une attaque contre les Francs au col de Roncevaux, seule défaite majeure des armées de Charlemagne.

## Sources
- Evariste Lévi-Provençal, Histoire de l’Espagne musulmane
- (ca) Rovira i Virgili, Història Nacional de Catalunya
- (es) Région de Murcie numérique, Le Pacte de Teodomiro ou Pacte de Tudmir
- (es) J. Martín Quintana, Le Royaume de Tudmir et la dynamique expansionniste musulmane
- (es) Millàs i Vallicrosa, Josep Maria (1987). Textes d’historiens arabes référents à la Catalogne carolingienne
- (es) Rovira i Virgili, Antoni (1920).Història Nacional de Catalunya